# 谢邦定

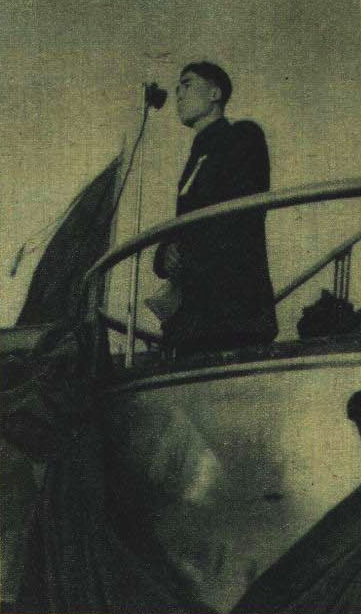
1951，时任中华全国学生联合会主席的谢邦定在参加国际学生联合会的机场上发表会议

谢邦定（1921年4月—2019年5月9日），江苏镇江人，中华人民共和国外交官，第一任全国学联主席。

## 生平
谢邦定于1945年考入国立西南联合大学地质系。1946年复校回北平后，在北京大学哲学系学习，期间曾与法国神父雷焕章结为好友。1948年加入中国共产党。1949年当选新成立的中华全国学生联合会主席，并代表全国学联参加中国人民政治协商会议第一届全体会议。1950年毕业于北大哲学系后，前往布拉洛出任中国常驻国际学联书记处代表，同时兼任政务院文化教育委员会委员。1951年调任中国人民抗美援朝总会组织部副部长。后又出任共青团中央国际联络部科长，并任《万年青》杂志总编辑。文化大革命期间曾担任中共西安市委常委、市革命委员会副主任。1978年出任中国人民对外友好协会副会长、秘书长。1983年至1987年间出任中国驻突尼斯大使。期间还获突尼斯总统授予的“突尼斯共和国一级勋章”。
2019年5月9日在北京病逝，享年98岁。